# 유고 (효희후)
유고(劉固, ? ~ ?)는 전한의 제후로, 조경숙왕의 현손이다.

## 생애
아버지 유광명의 뒤를 이어 효후(猇侯)에 봉해졌다. 시호를 희(釐)라 하였고, 작위는 아들 유거록이 이었다.

## 출전
- 반고, 《한서》 권15상 왕자후표 上

| 선대 아버지 효공후 유광명 | 전한의 효후 ? ~ ? | 후대 아들 유거록 |